# Matias de Sousa Vilalobos
Matias de Sousa Vilalobos (ou Mathias de Sousa Villa-Lobos) (Elvas, c. 1643 — Coimbra, c. 1704) foi um compositor português do Barroco.

## Biografia

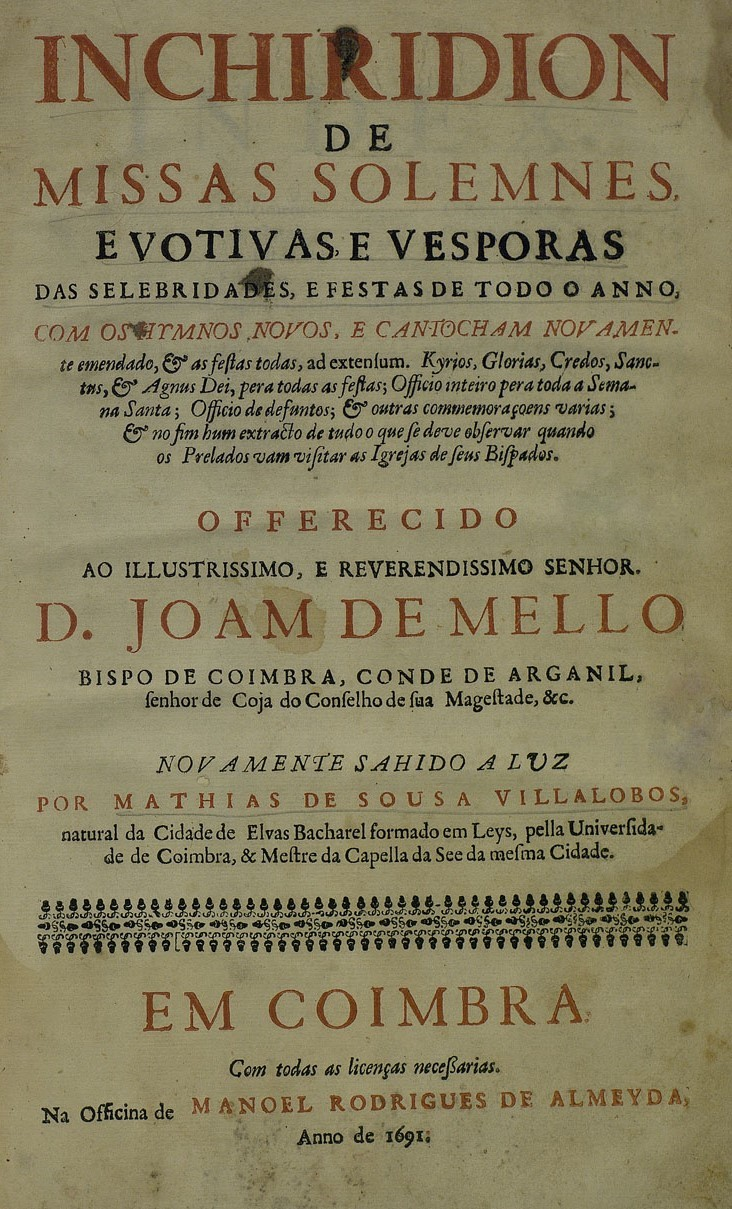
"Inchiridion de Missas Solemnes" (1691)

Matias de Sousa Vilalobos nasceu por volta de 1643 em Elvas. Tornou-se bacharel em Leis pela Faculdade de Direito da Universidade de Coimbra e na sua formação musical foi discípulo do célebre compositor António Marques Lésbio. Fixou-se em Coimbra, onde foi mestre de capela da catedral desde c. 1665 até ao final do século XVII. Também ensinou, não só nessa cidade mas também no colégio da Guarda.
Publicou algumas obras com o apoio do então bispo de Coimbra, D. João de Melo (1684-1704).
Morreu por volta de 1704.

## Publicações
- 1688 - Arte de Cantochão (Coimbra: Manuel Rodrigues de Almeida).
- 1691 - Inchiridion de Missas Solemnes, e Votivas, e Vesporas das selebridades, e festas de todo o anno, com os hymnos novos, e cantocham novamente emendado, & as festas todas (Coimbra: Manuel Rodrigues de Almeida).